# Кастельин, Рафаэль
Рафаэль Эрнесто Кастельин Гарсиа (исп. Rafael Ernesto Castellín García; род. 2 сентября 1975, Матурин) — венесуэльский футболист, нападающий; тренер. Выступал за сборную Венесуэлы.

## Биография

### Клубная карьера
Начал выступать на взрослом уровне в 1992 году в родном городе в клубе «Монагас». Дебютный матч в чемпионате Венесуэлы сыграл 15 ноября 1992 года против «Льянерос» и в нём же забил свой первый гол. После четырёх лет выступлений за «Монагас» перешёл в «Минервен», в его составе стал чемпионом Венесуэлы в сезоне 1995/96.
В 1996 году перешёл в «Каракас». В его составе неоднократно становился чемпионом Венесуэлы, участвовал в матчах Кубка Либертадорес. Лучший бомбардир чемпионата Венесуэлы сезона 1996/97 (19 голов). В сезоне 2003/04 занял второе место в споре бомбардиров национального чемпионата (14 голов), в сезоне 2004/05 был третьим (14 голов), в сезоне 2007/08 — вторым (16 голов). Стал автором 1300-го гола в истории «Каракаса», сделав дубль 13 октября 2008 года в игре против «Эстудиантес де Мерида», также ранее становился автором 700-го и 1000-го голов команды. По состоянию на 2017 год являлся лучшим бомбардиром в истории «Каракаса», забил 111 голов в чемпионатах страны (124 — во всех турнирах).
Также выступал в чемпионате Венесуэлы за клубы «Депортиво ИталЧакао», «УА Маракайбо», «Реал ЭСППОР», «Депортиво Лара». В составе последнего стал лучшим бомбардиром чемпионата страны в сезоне 2011/12 (21 гол). Завершил профессиональную карьеру в 2013 году.
Всего в чемпионатах Венесуэлы забил 202 гола, по состоянию на 2017 год занимал второе место за всю историю после Хуана Гарсиа (269). Автором 200-го гола стал 19 августа 2012 года, выступая за «Депортиво Лара» в матче против «Саморы».

### Карьера в сборной
Дебютный матч за национальную сборную сыграл 24 апреля 1996 года в отборочном цикле чемпионата мира 1998 против Уругвая (0:2). Участник Кубка Америки 1997 года, сыграл три матча. Всего в составе национальной сборной сыграл 22 матча и забил 5 голов.

#### Голы за сборную
| #  | Дата             | Стадион                                     | Соперник  | Счёт | Результат | Турнир                    |
| -- | ---------------- | ------------------------------------------- | --------- | ---- | --------- | ------------------------- |
| 1. | 18 сентября 1996 | Эстадио Кускатлан, Сан-Сальвадор, Сальвадор | Сальвадор | 1-0  | 1-0       | Товарищеский матч         |
| 2. | 2 апреля 1997    | Сентенарио, Монтевидео, Уругвай             | Уругвай   | 1-2  | 1-3       | Отборочный турнир ЧМ-1998 |
| 3. | 31 мая 2000      | Пуэбло-Нуэво, Сан-Кристобаль, Венесуэла     | Панама    | 1-0  | 3-1       | Товарищеский матч         |
| 4. | 31 мая 2000      | Пуэбло-Нуэво, Сан-Кристобаль, Венесуэла     | Панама    | 2-1  | 3-1       | Товарищеский матч         |
| 5. | 18 августа 2004  | Гран-Канария, Лас-Пальмас, Испания          | Испания   | 2-3  | 2-3       | Товарищеский матч         |

## Достижения
- Чемпион Венесуэлы (7): 1995/96, 1996/97, 2003/04, 2006/07, 2008/09, 2009/10, 2011/12
- Обладатель Кубка Венесуэлы: 2009
- Лучший бомбардир чемпионата Венесуэлы: 1996/97 (19 голов), 2011/12 (21 гол).